# Culture attelée
 (mars 2023).
Si vous disposez d'ouvrages ou d'articles de référence ou si vous connaissez des sites web de qualité traitant du thème abordé ici, merci de compléter l'article en donnant les références utiles à sa vérifiabilité et en les liant à la section « Notes et références ».

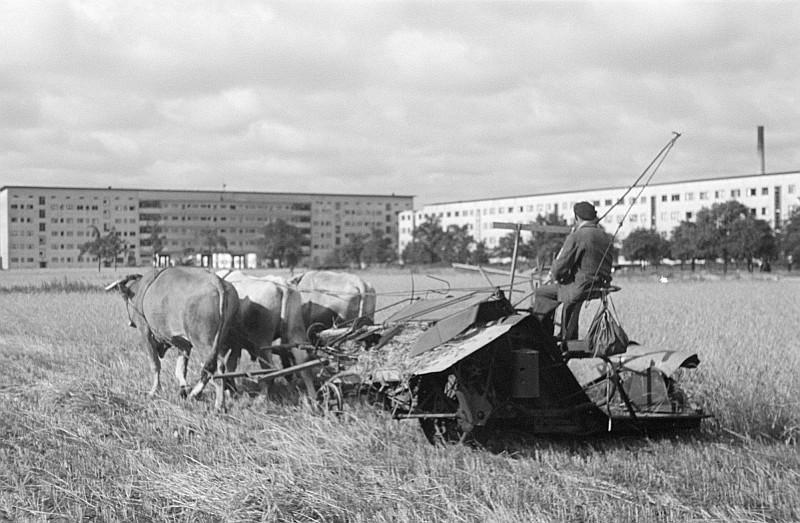
Une moissonneuse-lieuse tractée par des bœufs en Allemagne (Abraham Pisarek, octobre 1945).

La culture attelée, en agriculture, consiste à faire tirer des instruments par des animaux pour réaliser certaines opérations de culture sur les champs. Elle s'oppose à la culture manuelle, où toutes les opérations culturales sont réalisées manuellement, et à la culture moto-mécanisée, où la force de traction est fournie par un moteur.
Les instruments tirés servent différents types d'objectifs. Par exemple, ils peuvent être aratoires, comme la charrue ou l'araire, ou de récolte, comme la moissonneuse américaine attelée du XIXe siècle. Ces instruments peuvent éventuellement être mécaniques, c'est-à-dire présentant des parties mobiles ou rotatoires. Différentes espèces d'animaux sont utilisées dans le cadre de la traction attelée, comme les bœufs, les chevaux ou les ânes.

## Histoire de la culture attelée en Europe

### La culture attelée légère du système antique
Le système agraire de l'antiquité s'appuyait sur l'utilisation d'une traction attelée légère, où le travail du sol était réalisé par un araire. Celui-ci ne permettait pas de retourner le sol, mais réalisait un travail de scarification qui permettait d'ameublir le sol, de l'aérer et de lutter contre les adventices.

### La culture attelée lourde du Moyen Âge

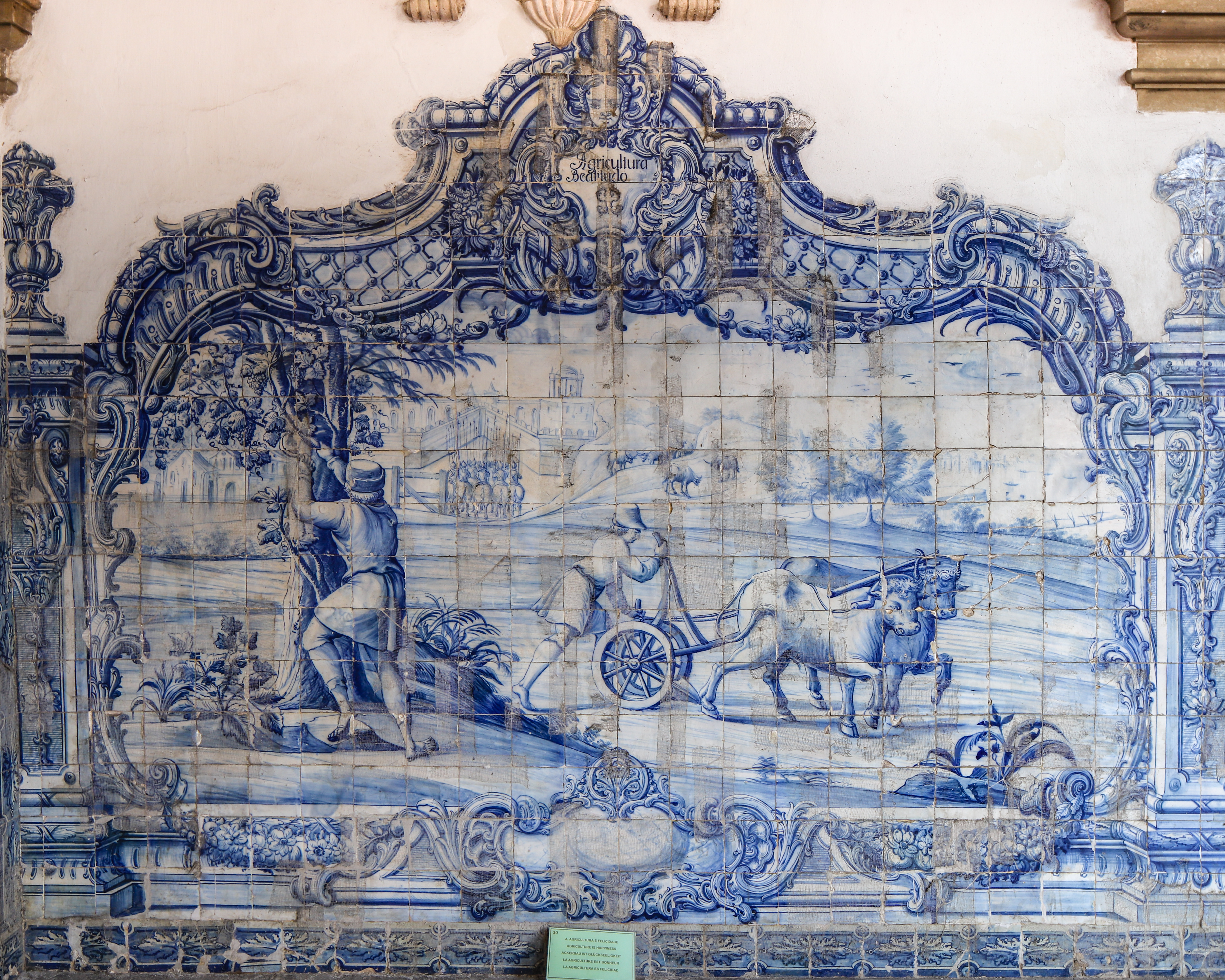
Agricultura beatitudo (bonheur de l'agriculture), azulejos de l'église São Francisco de Salvador de Bahia.

Après la révolution agricole du Moyen Âge, du Xe siècle au XIIIe siècle, un nouvel ensemble de techniques culturales et d'instruments agricoles apparaît. La traction attelée devient lourde : la charrue remplace l'araire, mais nécessite une force de traction bien supérieure. Le nouveau système agraire s'appuie sur l'utilisation du fumier qui est enfoui lors du labour, et de fourrages conservés durant l'hiver pour nourrir les animaux : pour déplacer ces charges, les exploitations agricoles adoptent aussi la charrette et le chariot. Ce nouveau système agraire nécessite l'émergence d'un ensemble d'artisans, pour fabriquer les outils nécessaires : forgerons, maréchaux-ferrants…

### La culture attelée après la révolution industrielle
Les instruments qui étaient auparavant réalisés par des artisans sont remplacés par des instruments de facture industrielle. Un ensemble de nouveaux instruments permettent d'accroitre la productivité du travail, comme les moissonneuses.

### L'abandon de la culture attelée dans les pays industrialisés
À partir de la deuxième moitié du XXe siècle, des tracteurs remplacent les animaux comme force de traction dans certains pays industrialisés.

## La culture attelée dans le monde
Environ la moitié des agriculteurs du monde travaillent de façon complètement manuelle, et la majeure partie de l'autre moitié utilisent la traction attelée. Dans certains pays, l'adoption traction attelée est extrêmement ancienne : en Éthiopie, l'araire existe depuis plusieurs millénaires.